# Easy on Me (Adele)
Easy on Me è un singolo della cantante britannica Adele, pubblicato il 15 ottobre 2021 come primo estratto dal quarto album in studio 30.
Il brano, candidato ai Grammy Awards 2023 nelle categorie canzone dell'anno, registrazione dell'anno e miglior videoclip, è stato riconosciuto con il Grammy Award alla miglior interpretazione pop solista e il BRIT Award al singolo britannico dell'anno.

## Pubblicazione
A partire dal 1º ottobre 2021 diverse scritte riportanti il numero 30 sono comparse sulle facciate di diversi edifici e luoghi di attrazione in tutto il mondo, suggerendo un immediato ritorno sulle scene della cantante a distanza di quasi sei anni da 25. Il 4 ottobre successivo l'artista ha cancellato tutti i post dai suoi canali social, rivelando il giorno seguente il titolo e la data d'uscita del singolo assieme ad un'anteprima del video musicale. Il 9 ottobre, durante una diretta su Instagram, la cantante ha fatto ascoltare agli spettatori una parte del brano.

## Accoglienza
Easy on Me ha ricevuto recensioni generalmente positive da parte della critica musicale, sebbene non sia rimasta pienamente colpita rispetto ai precedenti progetti della cantante.
Lo scrittore dell'Evening Standard Jochan Embley ha lodato il singolo per il suo pianoforte, le voci eleganti e le melodie. Ha riferito che il brano è un testamento alla resistenza di Adele alle tendenze della musica pop, evitando le mode attuali e rimanendo fedele al suo stile. Ciononostante, Embley ha avvertito che «non è all'altezza del dolore delle precedenti pubblicazioni, come la struggente Hello». Neil McCormick del Daily Telegraph ha definito Easy on Me un «audace singolo di ritorno», contrapponendo il suo semplice arrangiamento al pianoforte alla produzione di una ballata elegante, scrivendo che «Adele possiede la voce che scava profondamente nell'anima del mondo. Sta cantando con il cuore in questo brano».
Il critico musicale Alexandra Pollard, scrivendo per The Independent, ha opinato che Easy on Me ha Adele «che si rivolge a suo figlio di nove anni, cercando di spiegargli perché ha scelto di distruggere la vita che conosceva». Pollard ha ammirato il suono raffinato e la composizione al pianoforte evocativa riscontrando tuttavia il ritornello meno orecchiabile di quello di Hello. Della stessa opinione è il giornalista Alexis Petridis del The Guardian, che ha evidenziato il tipico suono della cantante della canzone, descritto come la composizione di voci soul e testi coinvolgenti, aggiungendo che Easy on Me non è sorprendente come Someone like You, ma sicuramente migliore di alcune tracce facilmente dimenticabili del precedente album 25.
Cat Zhang di Pitchfork ha scritto che Easy on Me si attiene ad una formula classica, anche se «non è davvero un terreno nuovo all'interno della discografia di Adele». Will Hodgkinson di The Times ha detto che il brano è «bello e compiuto», ma si sente «una professionalità completamente statunitense che impedisce alle emozioni di colpire davvero nel modo in cui hanno fatto su Someone like You» quindi non impressionante come i precedenti singoli di Adele.

## Video musicale
Il video è stato girato nel Québec ed è stato diretto da Xavier Dolan, già regista della clip di Hello.

## Tracce
Testi e musiche di Adele Adkins e Greg Kurstin.
1. Easy on Me – 3:44

## Formazione
Musicisti
- Adele – voce
- Greg Kurstin – basso, grancassa, pianoforte
- David Campbell – arrangiamento e direzione strumenti ad arco

Produzione
- Greg Kurstin – produzione, ingegneria del suono
- Julian Burg – ingegneria del suono
- Alex Pasco – ingegneria del suono aggiuntiva
- Steve Churchyard – registrazione strumenti ad arco
- Tom Elmhirst – missaggio
- Matt Scatchell – assistenza al missaggio
- Randy Merrill – mastering

## Successo commerciale
Easy on Me ha infranto il record per il brano con il maggior numero di stream accumulati in 24 ore sia su Amazon Music che su Spotify, arrivando a detenere il primato per la più grande quantità di riproduzioni ottenute in un solo giorno (19 milioni) su quest'ultima piattaforma.
Nella Official Singles Chart britannica il singolo è divenuto il terzo nella carriera della cantante a conquistare la vetta della classifica, aprendo al vertice della classifica con 217 317 unità di vendita e divenendo il primo brano a totalizzare oltre 200 000 unità in una sola settimana da Shape of You di Ed Sheeran del 2017; di queste 193 779 sono derivate da 24 milioni di stream, battendo il record di 7 Rings di Ariana Grande del 2019 e conquistando il titolo di singolo più riprodotto in streaming in soli sette giorni. È risultata la 16ª canzone più consumata nel paese durante la prima metà del 2022.
Nella Billboard Hot 100 statunitense, con solamente cinque ore di disponibilità, Easy on Me ha debuttato al 68º posto grazie a 3,1 milioni di stream e audience radiofonica e 14 800 copie digitali, regalando alla cantante la sua quattordicesima entrata in classifica (la prima da aprile 2017). Con una settimana completa di monitoraggio, il singolo è balzato al primo posto con 65 milioni di ascolti radiofonici, 53,9 milioni di riproduzioni in streaming e 74 000 download digitali, divenendo il quinto brano della cantante a raggiungere tale traguardo; così facendo ha inoltre eguagliato Olivia Newton-John come artista donna solista britannica con il maggior numero di singoli al vertice nella classifica. Il singolo ha totalizzato dieci settimane totali alla prima posizione della graduatoria statunitense, raggiungendo il suo stesso record, stabilito nel 2015 con Hello.

## Classifiche

### Classifiche settimanali
| Classifica (2021-22) | Posizione massima |
| -------------------- | ----------------- |
| Argentina            | 45                |
| Australia            | 1                 |
| Austria              | 1                 |
| Belgio (Fiandre)     | 1                 |
| Belgio (Vallonia)    | 1                 |
| Bulgaria             | 8                 |
| Canada               | 1                 |
| Colombia             | 6                 |
| Corea del Sud        | 89                |
| Costa Rica           | 1                 |
| Croazia              | 1                 |
| Danimarca            | 1                 |
| El Salvador          | 3                 |
| Filippine            | 6                 |
| Finlandia            | 2                 |
| Francia              | 2                 |
| Germania             | 1                 |
| Grecia               | 1                 |
| India                | 9                 |
| Indonesia            | 5                 |
| Irlanda              | 1                 |
| Islanda              | 1                 |
| Italia               | 1                 |
| Libano               | 4                 |
| Lituania             | 1                 |
| Lussemburgo          | 12                |
| Norvegia             | 1                 |
| Nuova Zelanda        | 1                 |
| Paesi Bassi          | 1                 |
| Panama               | 3                 |
| Paraguay             | 146               |
| Perù                 | 23                |
| Polonia              | 11                |
| Portogallo           | 2                 |
| Regno Unito          | 1                 |
| Repubblica Ceca      | 1                 |
| Romania              | 64                |
| Russia               | 15                |
| Singapore            | 1                 |
| Slovacchia           | 1                 |
| Spagna               | 12                |
| Stati Uniti          | 1                 |
| Sudafrica            | 1                 |
| Svezia               | 1                 |
| Svizzera             | 1                 |
| Ucraina              | 42                |
| Ungheria             | 6                 |
| Vietnam              | 22                |

### Classifiche di fine anno
| Classifica (2021) | Posizione |
| ----------------- | --------- |
| Australia         | 33        |
| Austria           | 44        |
| Belgio (Fiandre)  | 51        |
| Belgio (Vallonia) | 65        |
| Canada            | 70        |
| Danimarca         | 51        |
| Francia           | 98        |
| Germania          | 67        |
| Irlanda           | 17        |
| Islanda           | 20        |
| Norvegia          | 32        |
| Nuova Zelanda     | 39        |
| Paesi Bassi       | 28        |
| Portogallo        | 84        |
| Regno Unito       | 12        |
| Svezia            | 48        |
| Svizzera          | 37        |
| Ungheria          | 58        |
| Classifica (2022) | Posizione |
| Australia         | 17        |
| Austria           | 55        |
| Belgio (Fiandre)  | 28        |
| Belgio (Vallonia) | 50        |
| Brasile           | 145       |
| Canada            | 11        |
| Danimarca         | 29        |
| Francia           | 92        |
| Germania          | 72        |
| Islanda           | 6         |
| Lituania          | 64        |
| Nuova Zelanda     | 14        |
| Paesi Bassi       | 66        |
| Regno Unito       | 22        |
| Russia            | 153       |
| Stati Uniti       | 4         |
| Svezia            | 33        |
| Svizzera          | 34        |
| Classifica (2023) | Posizione |
| Portogallo        | 174       |

## Date di pubblicazione
| Paese                 | Data            | Formato                      | Nota    |
| --------------------- | --------------- | ---------------------------- | ------- |
| Mondo                 | 15 ottobre 2021 | Download digitale, streaming | [ 104 ] |
| Italia                | 15 ottobre 2021 | Contemporary hit radio       | [ 105 ] |
| Regno Unito           | 15 ottobre 2021 | Contemporary hit radio       | [ 106 ] |
| Svezia                | 15 ottobre 2021 | Contemporary hit radio       | [ 107 ] |
| Stati Uniti d'America | 18 ottobre 2021 | Adult contemporary radio     | [ 108 ] |
| Stati Uniti d'America | 19 ottobre 2021 | Contemporary hit radio       | [ 109 ] |
| Germania              | 22 ottobre 2021 | CD                           | [ 110 ] |
| Regno Unito           | novembre 2021   | MC                           | [ 111 ] |

## Riconoscimenti
- American Music Awards[112]
  - 2022 – Candidatura alla canzone pop preferita
  - 2022 – Candidatura al video musicale preferito

- BRIT Awards[113]
  - 2022 – Singolo britannico dell'anno

- Grammy Awards[114]
  - 2023 – Miglior interpretazione pop solista
  - 2023 – Candidatura alla registrazione dell'anno
  - 2023 – Candidatura alla canzone dell'anno
  - 2023 – Candidatura al miglior videoclip

- iHeartRadio Music Awards[115]
  - 2022 – Candidatura alla canzone dell'anno
  - 2022 – Candidatura al miglior testo

- Ivor Novello Awards[116]
  - 2022 – Candidatura alla miglior composizione

- MTV Video Music Awards[117]
  - 2022 – Candidatura alla canzone dell'anno